# Confédération de Cologne
La Confédération de Cologne (die Kölner Konföderation) était une alliance militaire médiévale dirigée contre le Danemark et la Norvège formée par les villes de la ligue hanséatique en 1367 à Cologne lors du Hansetag.
Cette confédération est le résultat d'un premier conflit perdu par la ligue hanséatique contre le Danemark à la bataille d'Helsingborg (en) en 1362. 
En 1361, le roi Valdemar Atterdag conquit les régions de la Scanie, d'Öland, et l'île de Gotland — dont la principale ville, Visby, était une ville importante de la Ligue Hanséatique. La Hanse répliqua et perdit cette première guerre à la bataille d'Helsingborg (en). Le traité de paix fut signé à Vordingborg en 1365 et entraina la perte de nombreux privilèges. En 1367, les villes de Lübeck, Rostock, Stralsund, Wismar, Kulm, Thorn, Elbing, Kampen, Harderwijk, Elburg, Amsterdam et Brielle s'unirent pour former la Confédération de Cologne contre le Danemark et la Norvège dans le but de récupérer les privilèges perdus lors de la première guerre. Cette confédération contenait également des villes néerlandaises n'appartenant pas à la ligue hanséatique. Le traité fut écrit en moyen-allemand et non en latin. Cette deuxième guerre se termina par la victoire de la ligue hanséatique et la signature du traité de Stralsund en 1370. En plus d'imposer une présence sur le territoire du Danemark et de donner à la Ligue un quasi-monopole sur le commerce entre la Baltique et la mer du Nord, négociant entre autres le libre passage du détroit du Sund (entre Copenhague et Malmö), le traité de Stralsund accordé en 1370 par le roi du Danemark, Valdemar IV de Danemark et son gendre Håkon VI de Norvège, accorde également à la Hanse un droit de veto sur la succession au trône du Danemark. 
Les privilèges accordés seront renouvelés lors du traité de Vordingborg (de) en 1435,,.